# Hoogezand-Sappemeer
Hoogezand-Sappemeer (phát âmⓘ) là một đô thị ở đông bắc Hà Lan. Đây là đô thị lớn thứ nhì ở tỉnh Groningen, sau thành phố Groningen. Đô thị này có ngành công nghiệp đóng tàu thủy.
Xa lộ A7 (Xa lộ châu Âu E 22, Amsterdam-Groningen-Đức) cắt ngang đô thị này. Tuyến đường ray nối tỉnh này với Nieuweschans/Leer(Đức) cũng chạy qua đây, với 4 nhà ga Kropswolde, Martenshoek, Hoogezand-Sappemeer, và Sappemeer Oost. 

## Các trung tâm dân cư
- Achterdiep
- Borgercompagnie
- Borgweg
- Foxham
- Foxhol
- Foxholsterbosch
- Hoogezand
- Jagerswijk
- Kalkwijk
- Kiel-Windeweer
- Kleinemeer
- Kropswolde
- Lula
- Martenshoek
- Meerwijck
- Nieuwe Compagnie
- Sappemeer
- Tripscompagnie
- Waterhuizen
- Westerbroek
- Wolfsbarge